# 流星のナミダ
「流星のナミダ」（りゅうせいのナミダ）は、栗山千明がCHiAKi KURiYAMA名義でリリースしたシングルである。2010年2月24日発売。

## 概要
- 歌手としてのデビューシングル。
- 通常盤・初回生産限定盤・期間生産限定盤（ガンダム盤）の三種リリース。初回生産限定盤には「流星のナミダ」のミュージック・ビデオ入りのDVD付き。期間生産限定盤にはカトキハジメの描き下ろしとなる『機動戦士ガンダムUC』のコレクターズ収納ボックスとポストカードジャケットが封入。
- 2010年2月20日・2010年2月21日の2日間、Sony MusicオフィシャルPCサイトをジャック。MV、TV-SPOT、リリースコメント映像が公開された。
- 2010年4月7日より[機動戦士ガンダムUC]本編を再編集したアニメ・ミュージッククリップも配信された。

## 収録曲

### CD
| #  | タイトル                         | 作詞                 | 作曲       | 編曲               | 時間 |
| -- | -------------------------------- | -------------------- | ---------- | ------------------ | ---- |
| 1. | 「流星のナミダ」                 | 田中秀典、中山豪次郎 | 中山豪次郎 | 釣俊輔、野村陽一郎 | 4:56 |
| 2. | 「結界IN MY BED」                | いしわたり淳治       | 秋山光良   | 飛内将大           | 3:52 |
| 3. | 「流星のナミダ（Instrumental）」 |                      |            |                    | 4:56 |

| #  | タイトル                          | 作詞 | 作曲・編曲 | 時間 |
| -- | --------------------------------- | ---- | ---------- | ---- |
| 1. | 「流星のナミダ」                  |      |            | 4:56 |
| 2. | 「結界IN MY BED」                 |      |            | 3:52 |
| 3. | 「流星のナミダ（MOVIE Version）」 |      |            | 2:55 |
| 4. | 「流星のナミダ（Instrumental）」  |      |            | 4:56 |

### DVD
| #  | タイトル                       | 作詞 | 作曲・編曲 | 監督 |
| -- | ------------------------------ | ---- | ---------- | ---- |
| 1. | 「流星のナミダ (Music Video)」 |      |            |      |

### タイアップ
- OVA「機動戦士ガンダムUC episode1」主題歌（M-1）
- メ〜テレ・テレビ朝日系テレビアニメ「機動戦士ガンダムユニコーン RE:0096」第22話（最終話）挿入歌（M-1）